# (33387) 1999 CA49
1999 CA49 (asteroide 33387) é um asteroide da cintura principal. Possui uma excentricidade de 0.17474850 e uma inclinação de 5.88426º.
Este asteroide foi descoberto no dia 10 de fevereiro de 1999 por LINEAR em Socorro.